# Przetacznik kłosowy
Przetacznik kłosowy (Veronica spicata L.) – gatunek rośliny z rodziny babkowatych (Plantaginaceae), w systemach XX-wiecznych klasyfikowany zwykle do trędownikowatych (Scrophulariaceae) lub przetacznikowatych (Veronicaceae). Zasięg jego występowania obejmuje niemal całą Europę oraz znaczną część terenów Azji o klimacie umiarkowanym. W Polsce jest gatunkiem rodzimym, występuje pospolicie na całym niżu, w górach jest rzadki.

## Taksonomia
Synonimy
- Cardia spicata (L.) Dulac
- Eustachya oppositifolia Raf.
- Eustaxia oppositifolia Raf.
- Hedystachys spicata (L.) Fourr.
- Pseudolysimachion euxinum (Turrill) Holub
- Pseudolysimachion spicatum (L.) Opiz
- Pseudolysimachion spicatum subsp. hybridum Holub
- Veronica euxina Turrill
- Veronica hybrida L.

Podgatunki
- Veronica spicata subsp. barrelieri (H.Schott ex Roem. & Schult.) Elenevsky
- Veronica spicata subsp. crassifolia Hayek
- Veronica spicata subsp. incana (L.) Walters – przetacznik kłosowy siwy
- Veronica spicata subsp. orchidea (Crantz) Hayek – przetacznik kłosowy skręcony
- Veronica spicata subsp. paczoskiana (Klokov) Kosachev

## Morfologia
ŁodygaZielona lub szarawozielona, wzniesiona, o wysokości 10–50 cm, dołem owłosiona gęstymi i krótkimi włoskami, górą bardzo gęsto omszona włoskami gruczołowymi.
LiścieKrótkoogonkowe lub siedzące, w dolnej części łodygi jajowate lub eliptyczne, w górnej lancetowate. Brzegi płytko, lub bardzo słabo karbowane, wierzchołki całobrzegie. Nasada liści zwężona, wierzchołek tępy lub słabo zaostrzony. Wszystkie są niebłyszczące, gęsto owłosione krótkimi włoskami.
KwiatySkupione w grono na szczycie łodygi, zazwyczaj na łodydze występuje tylko jedno grono. Jest bardzo gęste, ścieśnione i wyraźnie odgraniczone od reszty łodygi. Kwiaty niemal siedzące, przysadki drobne, równowąskie. Działki kielicha wąskie, zaostrzone i pokryte włoskami gruczołowymi. Korona jest lazurowa lub niebieskobłękitna, ma długość 5–7 mm i wąskie, niemal zaostrzone łatki. Rurka korony ma długość nieco większą od szerokości
OwocOgruczolona torebka  o długości 3 mm.

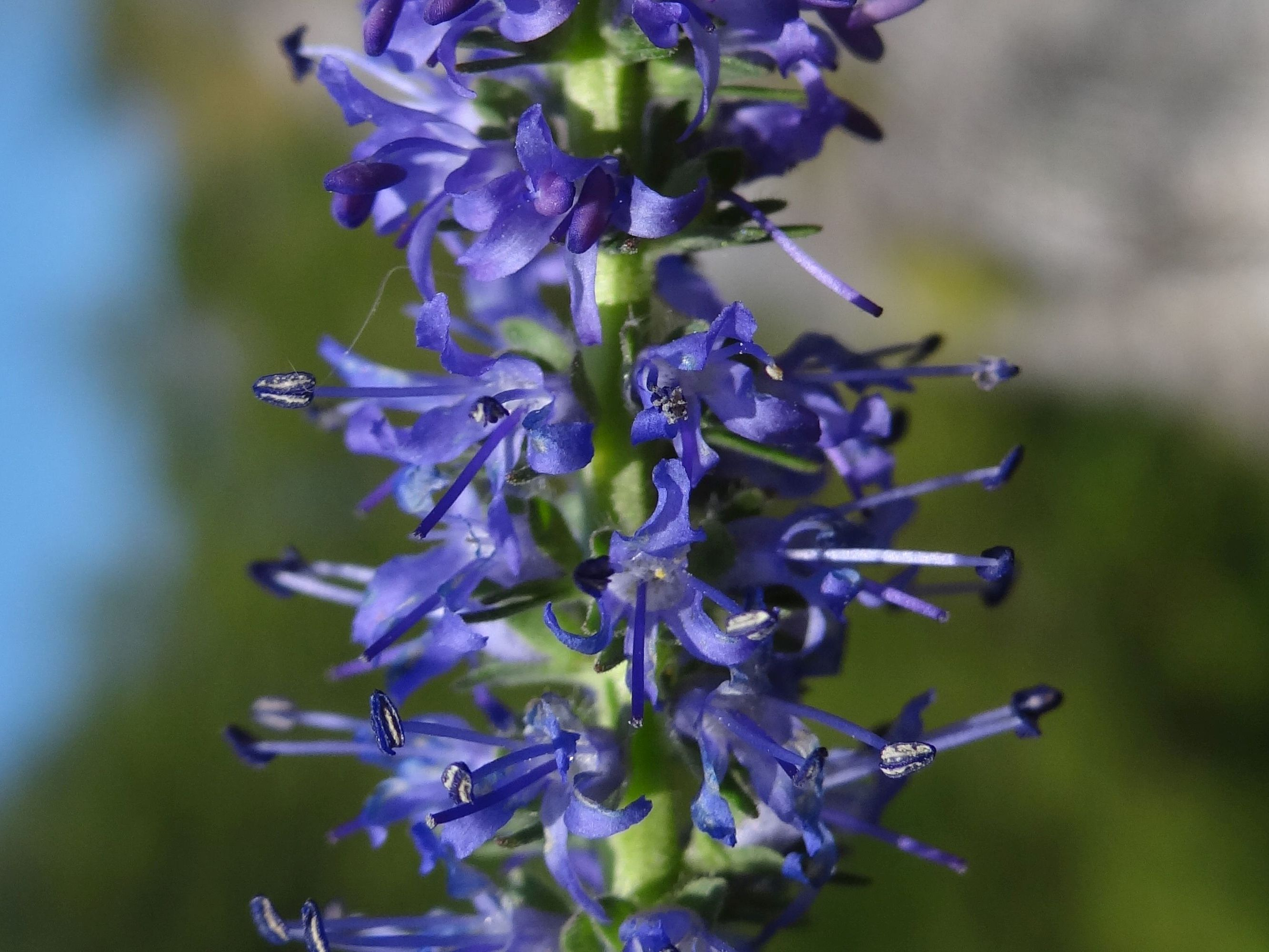
Kwiaty
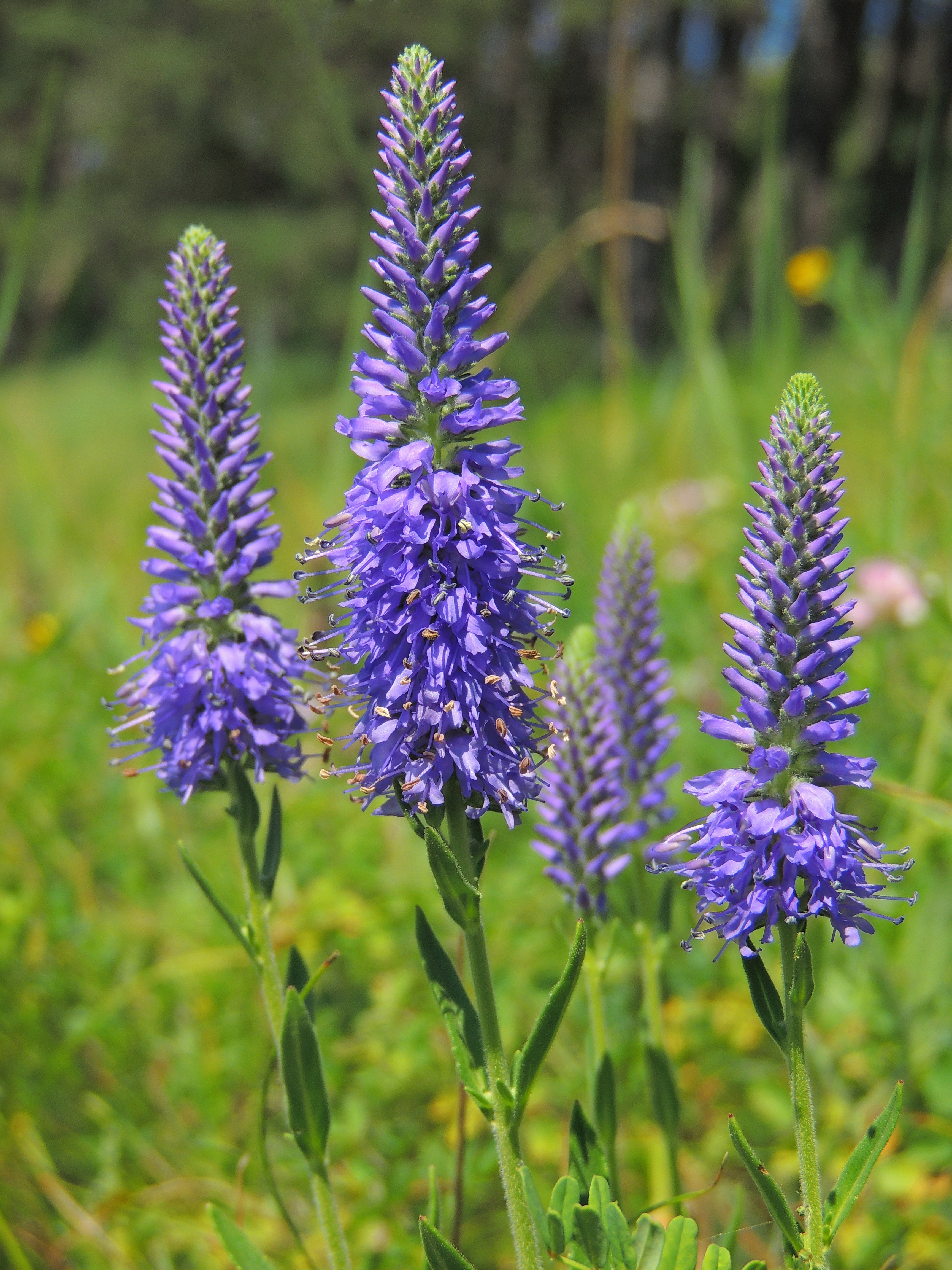
Kwiatostan
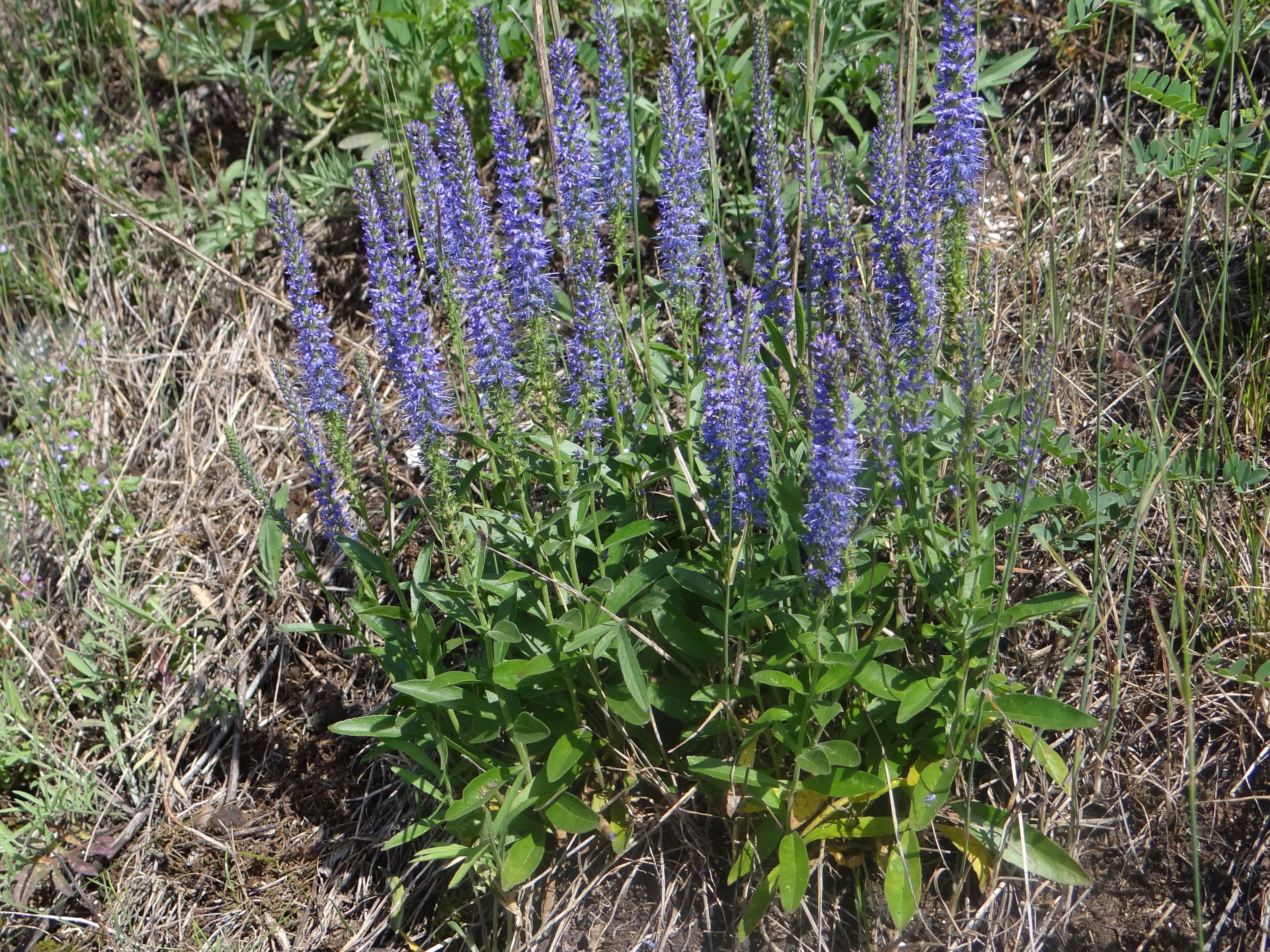
Kępa

## Biologia i ekologia
Bylina, chamefit. Rośnie w suchych murawach, na zboczach, obrzeżach lasów. Kwitnie od czerwca do sierpnia. Gatunek charakterystyczny dla klasy (Cl) Festuco-Brometea.  

## Zastosowanie

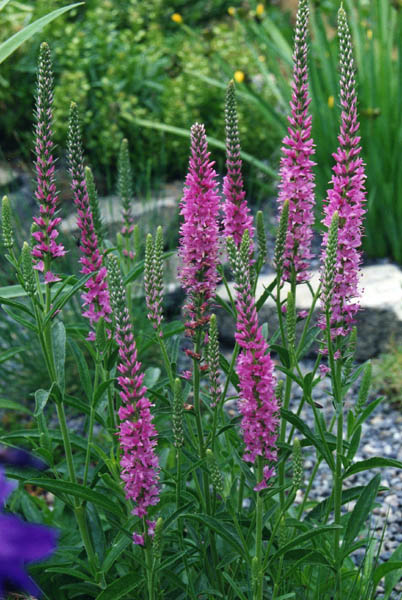
Odmiana 'Rosea'

Ze względu na ozdobne kwiatostany jest uprawiany jako roślina ozdobna. Jest łatwy w uprawie i jako gatunek krajowy jest całkowicie mrozoodporny (strefy mrozoodporności 3-9). Nie ma specjalnych wymagań glebowych. Rozmnaża się przez podział kępy wczesną wiosną lub jesienią, przez wysiew nasion wiosną, lub z sadzonek pędowych pobieranych latem. Ogrodnicy wyhodowali kultywary o kwiatach różnej barwy, np:
- 'Blaufuchs' o jaskrawych, lawendowoniebieskich kwiatach,
- 'Blue Peter' o ciemnoniebieskich kwiatach,
- 'Heidekind' o różowych kwiatach i srebrnoszarych kwiatach,
- 'Red Fox' o szkarłatnych kwiatach'
- 'Rosea' o różowych kwiatach

W opracowaniach ogrodniczych czasami pod nazwą przetacznik kłosowy opisywany jest przetacznik kłosowy siwy, zwany też przetacznikiem siwym. Ma on większe walory ozdobne, gdyż ma srebrnoszare liście.